# Clas Zilliacus
Clas Robert Zilliacus, född 26 maj 1943 i Mariehamn, Åland, är en finländsk litteraturvetare, professor i litteraturvetenskap vid Åbo Akademi.
Zilliacus disputerade 1976 med en doktorsavhandling om Samuel Becketts verk för radio och television. Senare forskning har bland annat behandlat presshistoria och finlandssvenska författare, främst Zacharias Topelius. Clas Zilliacus var redaktör för den andra delen i tvåbandsverket Finlands svenska litteraturhistoria (1999–2000).

## Priser och utmärkelser
- Svenska Akademiens Finlandspris 1995